# 龍山高等学校 (ソウル特別市)
龍山高等学校（ヨンサンこうとうがっこう）は、大韓民国ソウル特別市龍山区に所在する公立高等学校。所管はソウル特別市教育庁。学校創立以来男子校である。

## 概要
朝鮮総督府が4番目に設立（大田中学校と同時設立）した旧制中学校以来の歴史を数える伝統校である。京城府内では京城中学校に続き、2番目の中学校であった。大正時代初めまで、朝鮮には内地人（日本人）が進学できる中学校が京城中1校しか存在しなかったが、小学校からの上級学校進学率が高まるにつれ、進学難を緩和するよう中学校新設の声が高く叫ばれた。龍山中もそうした要望に応じて設けられた背景を持つ。
創立当初は新設、かつ京城府内では後発の学校というハンディキャップを抱え、しばらくは京城中の滑り止め校的扱いを受けることが多かったが、学校スポーツが盛んになったことや、昭和時代に入ってさらに新しい中学校が多く置かれたことなどの要因が重なり、相対的に人気・地位が向上した。
日本が太平洋戦争に降伏し、内地人が日本本土へ帰還した後は韓国側に引き継がれる。後に韓国の学制改革により、新制の中学校と高等学校に分割されて現在に至る。

## 沿革
- 1918年 - （官立）龍山中学校開校。
- 1925年 - 朝鮮総督府から京畿道に移管。龍山公立中学校と改称する。
- 1931年11月13日 - 深夜、原因不明の出火により校舎が全焼する。
- 1933年 - 新校舎落成。2年前の火災時に得た多額の火災保険と寄付金によって建てたため、一部で「焼け太り」との評が起こる。
- 1937年 - 第23回全国中等学校優勝野球大会に、朝鮮代表として初出場（1回戦で中京商業学校に大敗）。
- 1945年9月9日 - 学校解散式を挙行。御真影や校旗などが焼却処分される。日本の学校としての歴史が終わり、韓国人の学校として新しく出発することとなる。なお、校舎は一時期駐留米軍に接収される。
- 1946年 - 修業年限を6年制に変更。
- 1951年 - 龍山中学校と龍山高等学校に分かれる。

## 著名な出身者
第二次世界大戦前
- 橋本正之 - 元山口県知事、元衆議院議員
- 三宅義夫 - 経済学者
- 田中明
- 劉載興 - 韓国陸軍軍人

第二次世界大戦後
- 李鍾奭 - 政治家
- イ・ドゥヨン - 映画監督